# Toheart
Toheart (em coreano:  투하트, estilizado como ToHeart) é um duo sul-coreano produzido em colaboração entre a SM Entertainment e a Woollim Entertainment, formado por Woohyun do Infinite e Key do SHINee em 2014.

## História

### 2014–presente: Estréia
Em 24 de janeiro de 2014 a SM Entertainment e a Woollim Entertainment confirmaram que Woohyun do Infinite e Key do Shinee formariam uma dupla. Uma fonte da Ilgan Sports contou: “Key e Woohyun formarão uma dupla que estreará por volta de fevereiro. Em vez de mostrar o estilo musical dos seus respectivos grupos, eles pretendem fazer um tipo diferente de música e apresentação”. Um representante da SM disse: “O álbum poderá sair de fevereiro a abril. Estamos analisando várias possibilidades e tentando fazer a melhor colaboração. O nome da dupla ainda não foi confirmado e eles estão gravando.“
Em 20 de fevereiro de 2014, um vídeo prólogo foi adicionado no canal oficial no YouTube da SM Town, anunciando oficialmente o duo. Tanto Woohyun como Key afirmaram que foi ideia de ambos criar a dupla, já que os dois são amigos e tinham interesse em trabalhar juntos. Eles não esperavam fazer uma colaboração musical, somente sessões de fotos e atividades similares. O EP 1st Mini Album e o clipe da faixa-título, "Delicious", foram lançados em 10 de março de 2014. No mesmo dia, eles realizaram seu primeiro showcase, no Coex Artium, apresentado por seus companheiros de grupo Minho e Sunggyu. Em seu primeiro dia de lançamento, o mini-álbum vendeu mais de 100 mil cópias e ficou na posição de número 1 do Hanteo, Bugs e Soribada. Em 7 de abril, "Tell Me Why" foi lançada como segundo single de seu primeiro mini-álbum.

## Integrantes
- Woohyun (em coreano:  우현), nascido Woohyun (em coreano:  남우현) em 8 de fevereiro de 1991 (34 anos) em Seul, Coreia do Sul.[15]
- Key (em coreano:  키), nascido Kim Kibum (em coreano:  김기범) em 23 de setembro de 1991 (33 anos) em Daegu, Coreia do Sul.[15]

## Discografia

### EPs
| Título                                                                                   | Detalhes do álbum | Melhores posições nas paradas | Melhores posições nas paradas | Vendas                       |
| Título                                                                                   | Detalhes do álbum | KOR                           | JPN                           | Vendas                       |
| ---------------------------------------------------------------------------------------- | --- | ----------------------------- | ----------------------------- | ---------------------------- |
| 1st Mini Album                                                                           | - 1° mini-álbum - Lançamento: 10 de março de 2014 - Gravadora: SM Entertainment, Woollim Entertainment - Formato: CD, Download digital | 1                             | 25                            | - KOR: 73,699+ - JPN: 6,216+ |
| "—" indica lançamentos que não figuraram nas paradas ou não foram lançados nessa região. | |                               |                               |                              |

### Singles
| Título                                                                                   | Ano  | Melhores posições nas paradas | Melhores posições nas paradas | Álbum          |
| Título                                                                                   | Ano  | KOR                           | JPN                           | Álbum          |
| ---------------------------------------------------------------------------------------- | ---- | ----------------------------- | ----------------------------- | -------------- |
| "Delicious"                                                                              | 2014 | 9                             | —                             | 1st Mini Album |
| "Tell Me Why"                                                                            | 2014 | 36                            | —                             | 1st Mini Album |
| "—" indica lançamentos que não figuraram nas paradas ou não foram lançados nessa região. |      |                               |                               |                |